# Monti Sangre de Cristo
I Monti Sangre de Cristo (in italiano Sangue di Cristo) sono una delle sottocatene più meridionali delle Montagne Rocciose. Attraversano da nord verso sud gli Stati del Colorado e del Nuovo Messico negli Stati Uniti. La catena si estende dal Passo Poncha nel Colorado centro meridionale, e terminano in un punto a sud-est di Santa Fe, Nuovo Messico. Di questi due stati la catena contiene le cime più elevate.
Il nome spagnolo di "sangue di Cristo", si ritiene provenga dal colore rosso che tinge i pendii della catena durante certe albe e certi tramonti, specialmente quando le montagne sono ricoperte di neve. Tuttavia l'origine del nome non è totalmente chiara, anche se in realtà risale solo ai primi anni del XIX secolo. Prima erano in auge altri termini, quali La Sierra Nevada, La Sierra Madre, La Sierra e The Snowies (utilizzato dagli anglofoni).